# Nadagarodes luxiariata
Nadagarodes luxiariata är en fjärilsart som beskrevs av Swinhoe. Nadagarodes luxiariata ingår i släktet Nadagarodes och familjen mätare. Inga underarter finns listade i Catalogue of Life.